# Portlandrosor
Portlandrosor (Rosa Portland-Gruppen) är en grupp roshybrider som härstammar från korsningar mellan gallicarosor (R. Gallica-gruppen) och höstdamascenerrosor (R. Bifera-gruppen). Till gruppen förs också liknande rosor med okänt ursprung.
Gruppen är döpt efter hertiginnan av Portland. Det finns uppgifter om att hertiginnan tagit med sig rosen från en resa i Italien i början av 1800-talet. Men andra enligt andra uppgifter lämnade aldrig hertiginnan England och rosen fanns antecknad i en engelsk rosbok redan 1782. Troligen uppkom rosen i England under sent 1700-tal. Rosen fick senare sortnamnet 'Portlandica'.
Portlandrosor blommar längre än flera andra gammeldags buskrosor och är remonterande. De har väldigt korta blomstjälkar och mer långsmala blad än andra, och är förhållandevis småväxta. Blommorna är vanligen fyllda. Ibland räknas de som en undergrupp av damascenerrosorna, eftersom de har samma föräldraskap. Kronbladen är klassiskt rosa eller röda.

## Sorter
- 'Arthur de Sansal'
- 'Blanc de Vibert'
- 'Comte de Chambord'
- 'Duchesse de Rohan'
- 'Jacques Cartier'
- 'Mme Boll'
- 'Mme Knorr'
- 'Pergolèse'
- 'Portlandica'
- 'Rose du Roi'
- 'Rose du Roi à Fleurs Pourpres'
- 'Scarlet Four Seasons Rose'
- 'Yolande d'Aragon'

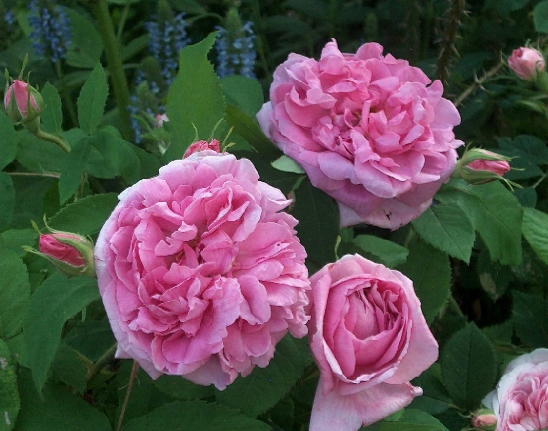
'Mme Knorr'
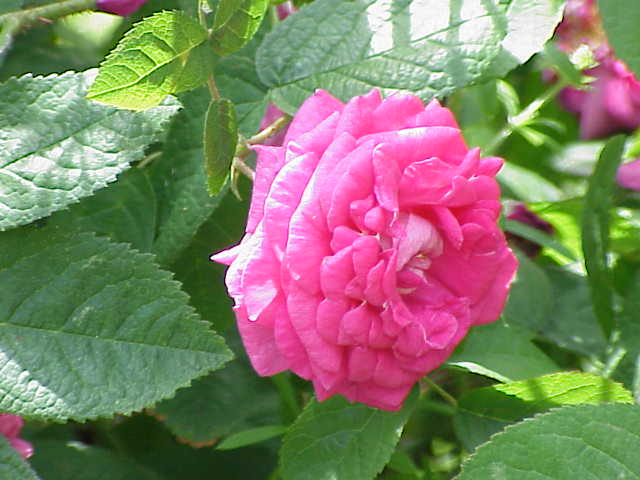
'Rose du Roi'